# Zhuxi (Shiyan)
Zhuxi (chiń. upr. 竹溪县; chiń. trad. 竹溪縣; pinyin Zhúxī Xiàn) – powiat w południowo-zachodniej części prefektury miejskiej Shiyan w prowincji Hubei w Chińskiej Republice Ludowej. Liczba mieszkańców powiatu w 2010 roku wynosiła 315259.